# Tanigawa-dake
Der Tanigawa-dake (谷川岳) ist ein Berg in Japan. Er liegt im Zentrum der Hauptinsel Honshū im Mikuni-Gebirge, an der Grenze zwischen den Präfekturen Gunma und Niigata. Der Berg besteht aus zwei Hauptgipfeln, den Oki-no-mimi (オキの耳) auf 1977 m T.P. und den Toma-no-mimi (トマの耳) auf 1963 m T.P., und gehört zu den „100 berühmten japanischen Bergen“.

## Beschreibung
Der Berg liegt auf dem Gebiet des Jōshin’etsu-Kōgen-Nationalparks und im Mikuni-Gebirge, das im weiteren Sinne zum Echigo-Gebirge gezählt werden kann. Administrativ gehört es zu den Städten Minakami in der Präfektur Gunma auf der Südseite und Yuzawa in der Präfektur Niigata auf der Nordseite. Zusammen mit umliegenden Bergen gehört der Tanigawa-dake zusätzlich zum UNESCO-Biosphärenreservat Minakami. Er bildet einen Teil der Hauptwasserscheide zwischen dem Shinano-Flusssystem auf der Seite des Japanischen Meer und dem Tone-Flusssystem auf der Seite des Pazifischen Ozeans. Aufgrund der Lage am Hauptkamm kann es zu plötzlich auftretenden und heftigen Wetterumschwüngen kommen.
Die unteren Teile des Bergs bestehen hauptsächlich aus Granit, während die höheren Teile hauptsächlich aus Basalt und Serpentinit bestehen. In tieferen Gesteinsschichten ist auch Quarzdiorit zu finden. Das Berggebiet weist auch glaziale und periglaziale Merkmale auf, mit Lawinenrinnen und Moränen. Aufgrund des vergleichsweise rauen Klimas befindet sich die Baumgrenze bereits auf einer Höhe von rund 1500 Metern, sodass die alpine Flora auch in relativ geringer Höhe (vor allem in der Nähe der Kammlinie) beobachtet werden kann.

## Erschließung
Einerseits liegt der Berg in einer relativ unberührten Gegend, andererseits ist er aber auch gut erreichbar, was ihn für Bergwanderer attraktiv macht. Unter den Berg hindurch verlaufen nicht weniger als vier Tunnel, die Tokio mit Niigata verbinden. Es handelt sich dabei um den Kan’etsu-Tunnel der Kan’etsu-Autobahn (11,055 km), den Shin-Shimizu-Tunnel (13,490 km) und den Shimizu-Tunnel (9,702 km) der Jōetsu-Linie sowie den Dai-Shimizu-Tunnel (22,221 km) der Jōetsu-Shinkansen.
Einen guten Zugang zu den Bergwanderwegen auf den Tanigawa-dake bieten der teilweise im Shin-Shimizu-Tunnel gelegene Bahnhof Doai und die Tanigawadake-Seilbahn. Sowohl der Bahnhof als auch die Talstation befinden sich an der Nationalstraße 291. Diese Straße führt nominell über den rund acht Kilometer nördlich des Gipfels gelegenen Shimizu-Pass (1448 m T.P.), doch ein großer Teil ist seit Jahrzehnten nicht mehr passierbar und wird dem Zerfall überlassen. Die Seilbahn wiederum erschließt neben Bergwanderwegen auch das kleine Wintersportgebiet Tanigawadake Tenjindaira.

## Geschichte

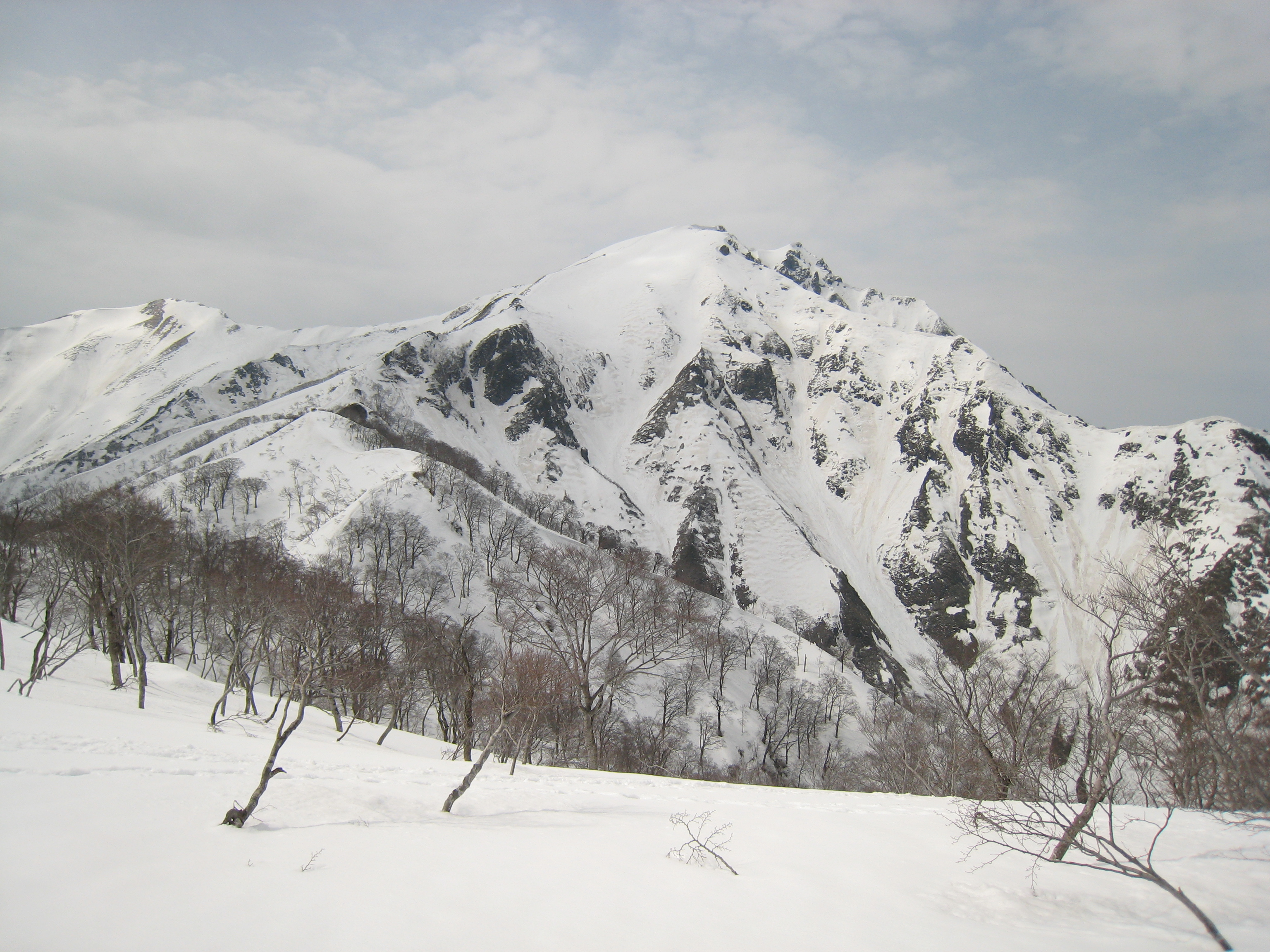
Ansicht im Winter

Die erste Besteigung des Tanigawa-dake soll am 1. September 1380 stattgefunden haben. In der frühen Morgendämmerung erschien auf dem Gipfel ein weißes Licht, das von Südwesten her (in Richtung des Fuji) wie ein Regenbogen leuchtete. Auf diesem Licht erschien der Bodhisattva Asama und gab den Dorfbewohnern ein Orakel. Diese reinigten sich daraufhin, gingen zu dem Ort und fanden einen achtflächigen Spiegel, der über einem Baum in voller Blüte hing. Dort errichteten sie den Schrein Tanigawa Fuji Sengen zu Ehren von Konohanasakuyahime. Ursprünglich wurde der Berg von Yamabushi (Bergasketen) und Einheimischen bestiegen und es gab einen alten Weg entlang des Yubiso-Flusses, die am Ostfuß des Berges verlief. Frauen war es einst nicht erlaubt, den Berg zu besteigen, doch 1860 hob Toki Yoriyuki, der Daimyō der Burg Numata, das Verbot feierlich auf.
Am 2. Juli 1920 unternahmen Toshio Fujishima und Takashi Mori vom Japanischen Alpinverein die este dokumentierte Besteigung des Tanigawa-dake in der Neuzeit. 1927 folgte der erste Aufstieg im Winter. Die Eröffnung der Jōetsu-Linie und des Shimizu-Tunnels im Jahr 1931 führte zu einer markanten Verbesserung der Zugänglichkeit. Nachtzüge machten Tagesausflüge von der relativ nahen Hauptstadtregion aus möglich, was einen ersten Bergwanderboom auslöste und in den folgenden Jahrzehnten zum Ausbau der Wege und der Erschließung neuer Routen führte.
Der Tanigawa-dake wird oft als „Todesberg“ oder „Teufelsberg“ bezeichnet, da es zu zahlreichen Unfällen kommt. Gründe dafür sind das häufig unberechenbare und oftmals stürmische Wetter sowie die Tatsache, dass viele Bergwanderer angesichts der einfach scheinenden Routen ihr Können überschätzen und ungenügend vorbereitet sind. In den Jahren 1931 bis 2014 verloren insgesamt 805 Menschen am Berg ihr Leben, was den Tanigawa zu einem der gefährlichsten Berge weltweit macht.